# NGC 155
NGC 155 é uma galáxia lenticular (S0) localizada na direcção da constelação de Cetus. Possui uma declinação de -10° 45' 58" e uma ascensão recta de 0 horas, 34 minutos e 40,0 segundos.
A galáxia NGC 155 foi descoberta em 1 de Setembro de 1886 por Lewis A. Swift.